# Willie Bester
Willie Bester (Montagu, Western Cape, 1956) és un artista sudafricà conegut per les seves instal·lacions fetes amb objectes trobats.

## Biografia
Malgrat que és en gran manera autodidacte, Willie Bester va passar un temps en el Community Arts Project (CAP) a Cape Town. Aquí va ser on començà la carrera d'artista i també on va adquirir consciència política. Bester treballa sobre superfícies rígides, com les planxes de conglomerat, sobre les quals enganxa collages complexos de materials recollits a Cape Town: llaunes aixafades de refrescos, malles metàl·liques, fotografies, pintura, llaunes d'esprai d'aerosol i trossos de metall troben lloc en les seves obres. Aquest collage inclou els materials i objectes que Bester col·lecciona, que són els que expressen millor la seva visió sobre la història de Sud-àfrica. El comentari sociopolític de Bester tracta sovint de les actituds racials que no han variat durant el període del postapartheid a Sud-àfrica.

## Exposicions destacades
- 1982 Forum, Cavendish Square, Cape Town
- 1991 Gallery International, Cape Town
- 1992 Goodman Gallery, Johannesburg
- 1993 South African Association of Art, Cape Town
- 1994 Goodman Gallery, Johannesburg
- 1998 Emporain, Dakar
- 1999 Opere Recenti, Studio d'Arte Raffaelli, Trento, Italy
- 1999 Archivio Della Scuola Romana, Introdotto da Achille Bonito Oliva, Roma, Italy
- 2000 Arte Assortite, Torino
- 2001 Centre D'Art Contemporain, Brussels, Belgium
- 2002 SASOL Museum, Stellenbosch
- 2003 Association for Visual Arts, Cape Town
- 2005 34 LONG, Cape Town
- 2007 Montagu Museum
- 2008 Iziko South African National Gallery, Cape Town
- 2009 Goodman Gallery, Johannesburg